# Chrysolaena guaranitica
Chrysolaena guaranitica là một loài thực vật có hoa trong họ Cúc. Loài này được Dematt. mô tả khoa học đầu tiên năm 2007.